# Estrella TV
Estrella TV es una cadena de televisión abierta mexicana-estadounidense que emite en español, propiedad de Estrella Media, Inc. Se lanzó formalmente el 14 de septiembre de 2009.

## Programación
La mayoría de la programación de Estrella TV se produce a través de la división de producción de su red matriz Estrella Media, Inc., concentrando algunos programas que ya estaban al aire anteriormente, por las estaciones independientes en español de Liberman antes de la formación de la red televisora. Gran parte de la programación de Estrella TV consiste en programas (como Estudio 2, Tumbaburros y Qué Jalada!), series de comedia con sketch (como Los Chuperamigos y Fábrica de la Risa) y programas de telerrealidad (por ejemplo, Tengo Talento, Mucho Talento y Rica Famosa Latina), junto con una cantidad limitada de series con guion (como Secretos e Historias Delirantes).
Además, la cadena difunde películas en español, durante las horas del mediodía, de lunes a sábado y durante la tarde de los domingos. Estrella TV transmite, limitadamente programación durante las noches, tales como infomerciales 12:00 a 6:00 p.m. hora del este, las siete noches de la semana.

### Programación de noticias
Además de ofrecer contenido de entretenimiento, Estrella TV opera su propia división de noticias, Noticiero Estrella TV, cuyo contenido de noticias, por sus características, son dirigidas hacia el mercado hispano de los Estados Unidos y América Latina. Noticiero Estrella TV produce un noticiero vespertino de lunes a viernes, del mismo nombre, que se transmite a las 5:30 p.m. del Este y del Pacífico, transmitido desde Los Ángeles y que es conducido por la periodista mexicana Palmira Pérez y el cubano Abel Álvarez.
La red ofrece también un noticiero por la noche, a las 10:30 p.m., llamado Cierre de Edición, que es más a fondo en tono en comparación con la edición de la tarde. Era presentado por Enrique Gratas (expresentador del Noticiero Univision: Última Hora). Pero actualmente es conducido por el periodista méxico-estadounidense José Armando Ronstadt.
Además del Noticiero Estrella TV, la cadena produce también un programa diario de entretenimiento basado en noticias del espectáculo: En Vivo.

### Programación deportiva
El 29 de enero de 2013, Estrella TV anunció que había adquirido sus primeros derechos de trasmisión de un evento deportivo, para los Estados Unidos, que fue la transmisión de partidos de fútbol del equipo Alianza FC de El Salvador. El primer juego fue emitido seis días más tarde, el 3 de febrero; El 27 de julio de 2015 se anunció la adquisición de Golden Boy Boxing Productions para ampliar su paquete de entretenimiento deportivo. Durante la temporada 2015-2016, transmitió los partidos como local del equipo Dorados de Sinaloa de la Primera División de México, junto al canal mexicano TVC Deportes.

## Programas
- 24 Horas
- Don Cheto al Aire
- En Vivo
- Rica Famosa Latina
- Noticiero Estrella TV
- Minuto para Ganar
- 100 Latinos Dijeron
- Tengo Talento, Mucho Talento: Nueva Era
- Alarma TV
- Noticiero Cierre de Edición

## Estaciones de TV
| Ciudad                                                | Estación | Canal | Propietario                           |
| ----------------------------------------------------- | -------- | ----- | ------------------------------------- |
| Albuquerque, Nuevo México                             | KOAT-TV  | 7.2   | Hearst Television                     |
| Austin, Texas                                         | KVUE     | 24.2  | Belo Corporation                      |
| McAllen, Texas, Brownsville, Texas, Harlingen, Texas. | KVEO     | 23.2  | Communications Corporation of America |
| San Francisco/Sacramento, California                  | KTNC-TV  | 42.1  | Titan TV Broadcast Group              |
| Dallas/Fort Worth, Texas                              | KMPX     | 29.1  | Estrella Media Group                  |
| Denver, Colorado                                      | KETD     | 53.1  | Estrella Media Group                  |
| El Paso, Texas                                        | KTSM-TV  | 9.2   | Communications Corporation of America |
| Houston, Texas                                        | KZJL     | 61.1  | Estrella Media Group                  |
| Las Vegas, Nevada                                     | KVMY     | 21.2  | Sinclair Broadcast Group              |
| Los Ángeles, California                               | KRCA     | 62.1  | Estrella Media Group                  |
| Miami, Florida                                        | WSVN     | 7.2   | Sunbeam Television                    |
| Nueva York, Nueva York                                | WPIX     | 11.2  | Tribune Company                       |
| Omaha, Nebraska                                       | KPTM-TV  | 42.3  | Titan Broadcast Group                 |
| Orlando, Florida                                      | WKCF     | 18.3  | Hearst Television                     |
| Phoenix, Arizona                                      | KVPA-LD  | 42.1  | Estrella Media Group                  |
| Portland, Oregón                                      | KGW      | 8.3   | Belo Corporation                      |
| Reno/Sparks, Nevada                                   | KNRC-LD  | 14.1  | John Fiori                            |
| Roswell, Nuevo México                                 | KOCT-TV  | 6.2   | Hearst Television                     |
| Salt Lake City, Utah                                  | KPNZ     | 24.1  | Estrella Media Group                  |
| San Antonio, Texas                                    | KENS-TV  | 5.2   | Belo Corporation                      |
| San Diego, California                                 | KSDX-LP  | 29.1  | Estrella Media Group                  |
| Silver City, Nuevo México                             | KOVT-TV  | 10.2  | Hearst Television                     |
| Tampa, Florida                                        | WMOR-TV  | 32.3  | Hearst Television                     |
| Tucson, Arizona                                       | KTTU-TV  | 18.2  | Belo Corporation                      |
| Tyler/Longview, Texas                                 | KETK-TV  | 56.2  | Communications Corporation of America |
| Waco/Temple, Texas                                    | KWKT     | 44.2  | Communications Corporation of America |
| West Palm Beach, Florida                              | WPBF-TV  | 25.2  | Hearst Television                     |

## Estaciones anteriores
| Ciudad                                                  | Estación | Canal | Propietario                   | Estatus                                                                                             |
| ------------------------------------------------------- | -------- | ----- | ----------------------------- | --------------------------------------------------------------------------------------------------- |
| Fort Bragg, California                                  | KUNO-TV  | 8.1   | Titan TV Broadcast Group      | Vendido a Jeff Chang y dejó KTNC-TV en 2010, ahora una filial de Retro Television Network como KBQR |
| Greensboro/High Point/Winston Salem, Carolina del Norte | WCWG     | 20.3  | Titan Broadcast Group         | Fue abandonado en junio de 2015.                                                                    |
| Wichita, Kansas                                         | KCTU-LD  | 43.?  | River City Broadcasters, Inc. | Fue abandonado por la estación debido a un contenido objetable                                      |